# 크라쿠프 MDA 버스 터미널

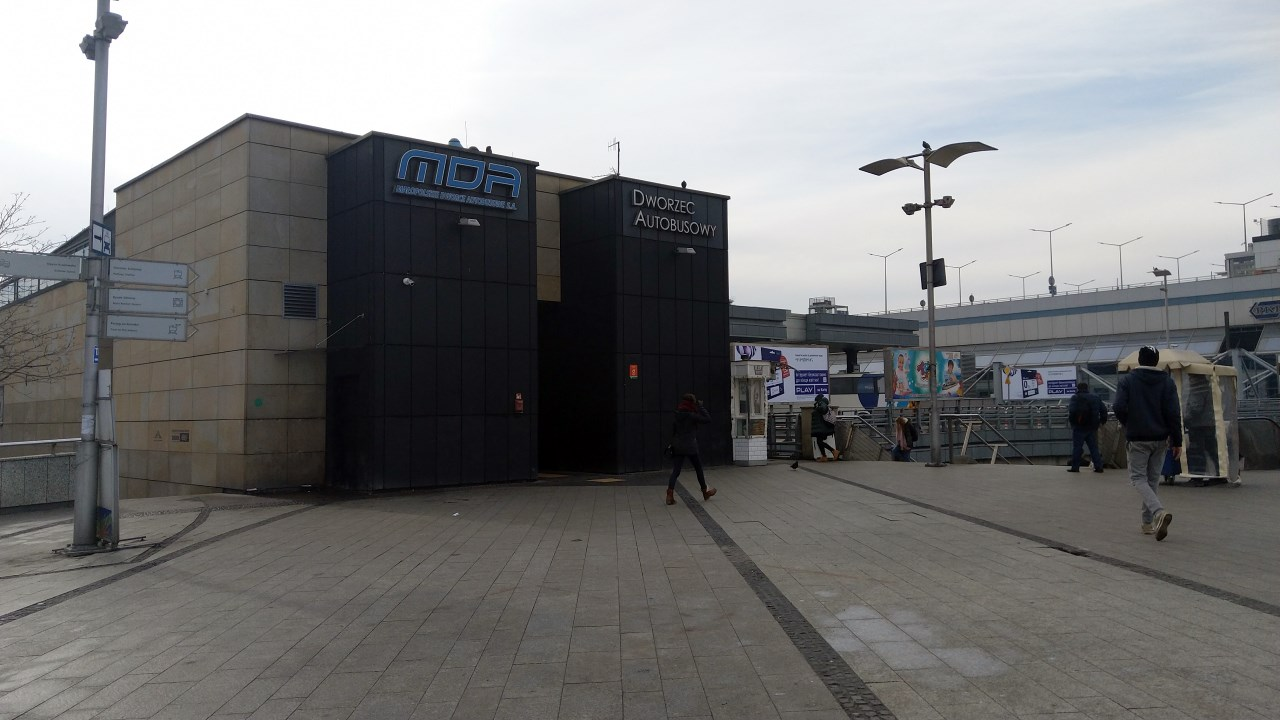
크라쿠프 MDA 버스 터미널

크라쿠프 MDA 버스 터미널(폴란드어: Dworzec MDA w Krakowie)은 폴란드 마워폴스카주 크라쿠프에 있는 버스 터미널이다. 크라쿠프 중앙역과 인접해 있다. 2층 구조로 39개 플랫폼(출발 플랫폼 37개, 하차 플랫폼 2개)이 있으며, 독립된 입구와 역 시설을 구성하는 건물이 있다. 역 건물의 정문은 보사카 거리에 있다.